# Мала Тойма
Мала́ То́йма (рос. Малая Тойма) — річка в Алнаському районі Удмуртії, Росія, права притока Тойми.
Довжина річки становить 9 км. Бере початок посеред лісу на Можгинської височини, впадає до Тойми біля села Удмуртський Тоймобаш. В гирлі розташоване болото.
На річці розташоване село Шубино, де збудовано невеликий став. В середній течії знаходиться автомобільний міст.